# وسام النجمة الصومالية
وسام النجمة الصومالية(بالصومالية: Abaalmarinta Xidigta Soomaaliya)‏ هو أعلى وسام تكريم للبسالة العسكرية في الصومال. يتم منح وسام النجمة الصومالية لأفراد القوات المسلحة الصومالية والمواطنين الأجانب الذين أداروا وأظهروا إخلاصًا كبيرًا لجمهورية الصومال وقد تم إصداره بشكل رئيسي خلال حرب أوجادين لضباط الجيش والشرطة بعد وفاتهم.

## التاريخ
تم إنشاء وسام النجمة الصومالية من قبل حكومة الصومال وسمي تكريما للعلم الصومالي، وهو حقل أزرق سماوي مزين بنجمة مركزية بيضاء، وقد تم إنشاء الجائزة في العام التالي التي أصبحت الصومال جمهورية في عام 1961 من قبل المؤسس والرئيس الأول للصومال، آدم عبد الله عثمان  يمكن ارتداء الجائزة كقلادة أو ميدالية أو وشاح.

## النظام الأساسي
يمكن منح لقب وسام النجم الصومالي لشجاعته العسكرية في خدمة الصومال. يمكن منحها للأفراد المدنيين والعسكريين. يمكن أيضًا منح اللقب بعد وفاته إذا كلف العمل البطولي المتلقي حياته أو حياتها. كما يجوز منحها للمواطنين الأجانب الذين يقدمون خدمة استثنائية للجمهورية الصومالية، ورئيس الصومال هو السلطة الرئيسية المخولة للجائزة على الرغم من أن البرلمان الاتحادي قد يرشح أفرادًا لنظر الرئيس.

## وصف
تأتي الجائزة في درجات مع وسام النمر الذي كان يُعرف سابقًا باسم الملك الذي تم تغييره بسبب اعتماد الإسلام كدين للدولة والذي يجب ارتداء شارة مطلية بالذهب على السوار واللوحة المطلية بالذهب ليتم ارتداؤها على صدره الأيسر ضابط كبير، شارة فضية يتم ارتداؤها على شريط حول العنق ولوحة على الصدر الأيسر القائد، شارة فضية يتم ارتداؤها على شريط حول العنق ضابط، شارة فضية يتم ارتداؤها على شريط به وردة على الصدر فارس، شارة فضية يتم ارتداؤها على شريط على الصدر.

## المستلمون
الغالبية العظمى من الحاصلين على هذه الجائزة هم ضباط عسكريون وجنود صوماليون ماتوا في خدمة الصومال، لكن هناك شخصيات أجنبية حصلت على هذه الجائزة بسبب خدمتهم الاستثنائية للدولة الصومالية منهم الرئيس التركي رجب طيب أردوغان.

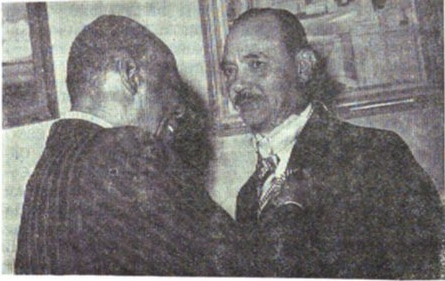
الرئيس بري يمنح المشير الجمصي وسام النجمة الصومالية عام 1974.

### الأفراد العسكريون
- اللواء داود عبد الله حرسي (جيش)
- اللواء محمد سياد بري (جيش)
- اللواء ضاهر آدم علمي (جيش)
- الفريق محمد علي سمتر (جيش)
- العميد علي ماتان راجي (القوات الجوية)
- اللواء بحري محمد عثمان (بحري)
- العقيد أبو بكر ليبان (جيش)